# Леопольд III (герцог Австрії)
Леопольд III (нім. Leopold III; 1 листопада 1351, Відень—9 липня 1386, Земпах) — герцог Австрії у 1365—1386 роках з династії Габсбургів, засновник Леопольдинської лінії Габсбурзького дому.

## Коротка біографія
Леопольд III був молодшим сином австрійського герцога Альбрехта II та Йоганни Пфірт, дочки Ульріха III, графа Пфірта. 1365 року, після смерті старшого брата Рудольфа IV, Леопольд разом зі своїм братом Альбрехтом III успадкували престол Австрії.
Спочатку брати правили спільно, причому Леопольд III відповідав за управління Тіролем, але у 1379 році між ними було укладено Нойберзьку угоду, що поділила володіння Габсбургів. Альбрехту III дісталась власне Австрія, а Леопольду III були передані Штирія, Каринтія, Тіроль, Істрія, Крайна та Передня Австрія. Цим було покладено розподіл Австрійської монархії між Альбертинською та Леопольдинською лініями.
У своїх володіннях Леопольд III проводив жорстку внутрішню та агресивну зовнішню політику. Вже 1368 року йому вдалось приєднати Фрайбург — крупне місто й важливу фортецю на березі Рейну в південно-західній Німеччині. У 1375 році Леопольд III став правителем Фельдкірха у Форарльберзі. 1381 року було приєднано крупне князівство Гогенберг у центральній Швабії після припинення там династії Гогенцоллернів. Потім під управління Леопольда III перейшли швабські лени імператора Вацлава IV. Герцог втрутився до боротьби Трієста з Венеційською республікою й обіцянкою захисту та широких свобод і привілеїв забезпечив перехід Трієста 1382 року під владу Габсбургів. У результаті до складу Австрії увійшов важливий торговий порт на Адріатиці.
Леопольд III також прагнув повернути під контроль Габсбургів швейцарські кантони, які ще на початку XIV століття скинули владу Австрії. Однак його похід до Швейцарії 1386 року закінчився повним провалом: у битві під Земпахом швейцарські ополченці завдали нищівної поразки регулярній лицарській армії Леопольда III, а самого герцога було вбито.

## Родина
Дружина (з 1365) — Вірідіс Вісконті (1350—1414), дочка Бернабо Вісконті, сеньйора Мілану
Діти:
- Вільгельм (1370—1406), герцог Австрії
- Леопольд IV (1371—1411), герцог Австрії
- Ернст (1377—1424), герцог Австрії
- Фрідріх IV (1382—1439), герцог Австрії
- Катаріна (нар. 1385), абатиса монастиря Санта-Клара у Відні